# Gele orchis
De gele orchis, ook wel 'gele spiegelorchis' of 'gele ophrys' (Ophrys lutea), is een Europese orchidee. Het is een vroege bloeier, die opvalt door zijn voor orchideeën weinig voorkomende helgele kleur.
De soort komt van nature voor in het Middellandse Zeegebied.

## Naamgeving enetymologie
- Synoniem: Ophrys insectifera var. lutea Gouan. (1765), Ophrys vespifera Brot.
- Duits: Gelbe Ragwurz
- Engels: Yellow ophrys
- Frans: Ophrys jaune
- Nederlands: Gele orchis, gele spiegelorchis, gele ophrys

De botanische naam Ophrys stamt uit het Oudgrieks en betekent ‘wenkbrauw’, wat zou moeten slaan op de behaarde lip. De naam wordt reeds gebruikt door Plinius de oudere (23-79 v.Chr.) in zijn Naturalis Historia, alhoewel hij er waarschijnlijk een andere plant mee aanduidde. De soortaanduiding lutea betekent ‘geel’.

## Kenmerken

### Plant
De gele orchis is een overblijvende, niet-winterharde plant en geofyt. Het is een kleine (maximaal 30 cm) maar forse plant met één tot zes grote, felgele bloemen in een ijle aar. De schutbladen zijn langer dan de vruchtbeginsels.

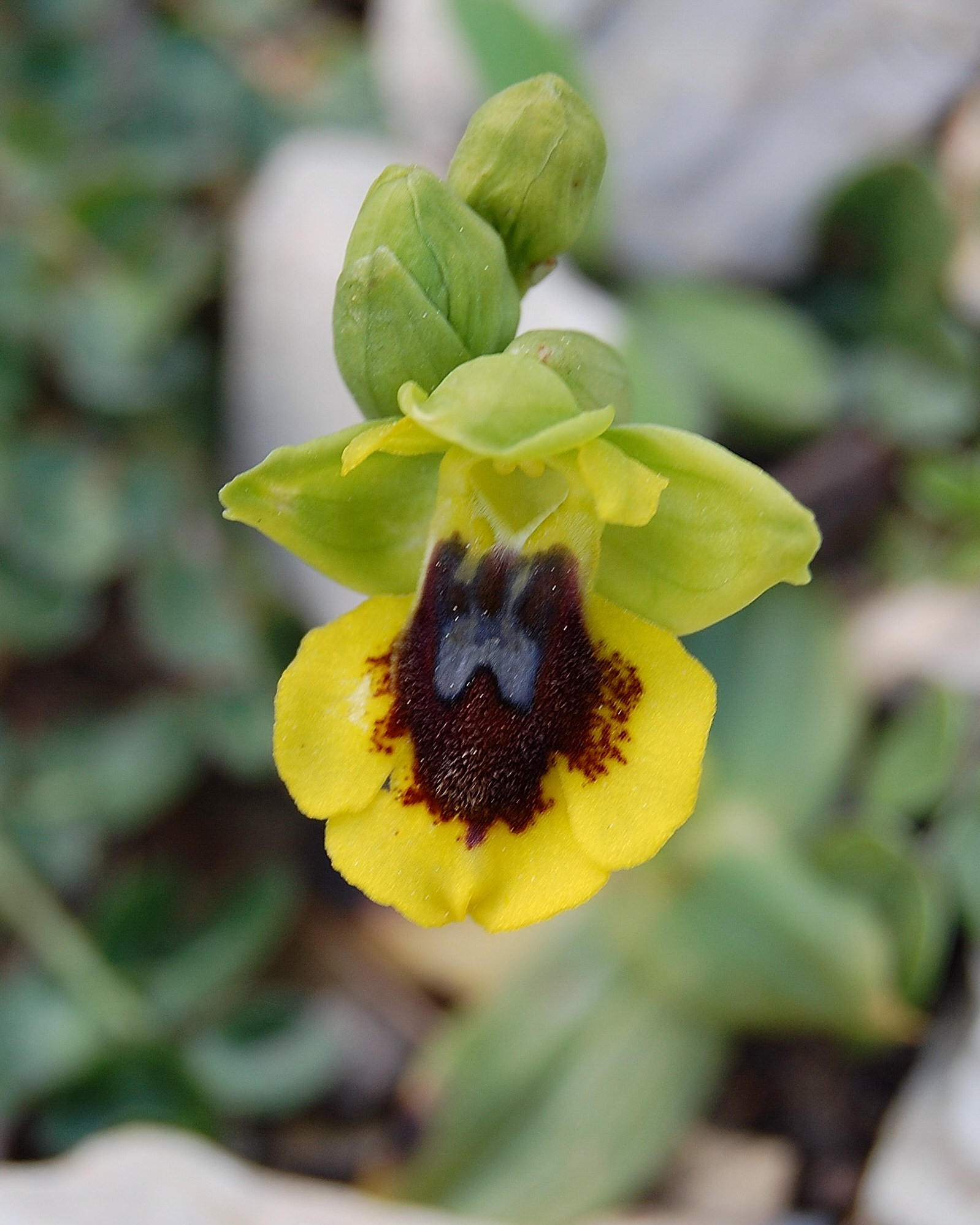
Detail bloem

### Bloemen
De bloemen zijn tot 3 cm groot, met twee lancetvormige, geelgroene zijdelingse kelkbladen en een eivormige bovenste kelkblad, dat als een afdakje over het gynostemium gebogen is. De bovenste kroonbladen zijn veel kleiner, langwerpig en helgeel.
De lip is veel groter dan de andere bloembladen, drielobbig, wijd uitgespreid, fluweelachtig behaard, met een brede helgele rand en een oranje-bruin tot donkerbruin centrum. De zijlobben zijn afgerond, de randen teruggebogen. De centrale lob is onderaan V-vormig ingespleten. Het speculum is sterk gereduceerd, tweelobbig, lang ovaal en blauw- of grijskleurig. Het gynostemium is kort en stomp en vormt een scherpe hoek met de bloemlip. Er is geen aanhangsel.
De bloeitijd is van maart tot mei.

## Voortplanting
De gele orchis wordt bestoven door verschillende soorten zandbijen uit het geslacht Andrena.
Voor details van de voortplanting, zie spiegelorchis.

## Habitat
De gele orchis geeft net als de meeste spiegelorchissen de voorkeur aan kalkrijke, vochtige of droge bodems op zonnige of halfbeschaduwde plaatsen, zoals kalkgraslanden, ruigtes, bermen en lichte bossen. In middelgebergte komt de soort voor tot op hoogtes van 1800 m.

## Voorkomen
De gele orchis komt voor in praktisch alle landen van het Middellandse Zeegebied, van Spanje en Marokko in het westen tot Kreta in het oosten. Ook langs de Franse Atlantische kust tot in Bretagne.

## Verwantschap en gelijkende soorten
De gele orchis wordt samen met drie sterk gelijkende soorten met gele bloemen, Ophrys melena, Ophrys sicula en Ophrys phryganae, tot een groep binnen het geslacht Ophrys gerekend, de groep Ophrys lutea. Andere taxonomen beschouwen deze soorten als ondersoorten van Ophrys lutea.
Buiten deze drie soorten is er door de opvallende bloemkleur nauwelijks verwarring met andere orchideeën mogelijk.

## Bedreiging en Bescherming
De belangrijkste bedreigingen zijn het verlies van hun habitat (kalkgraslanden) door omzetting naar landbouwgronden, door bemesting en door de natuurlijke successie (evolutie naar bos).